# Schrumpfmuffe

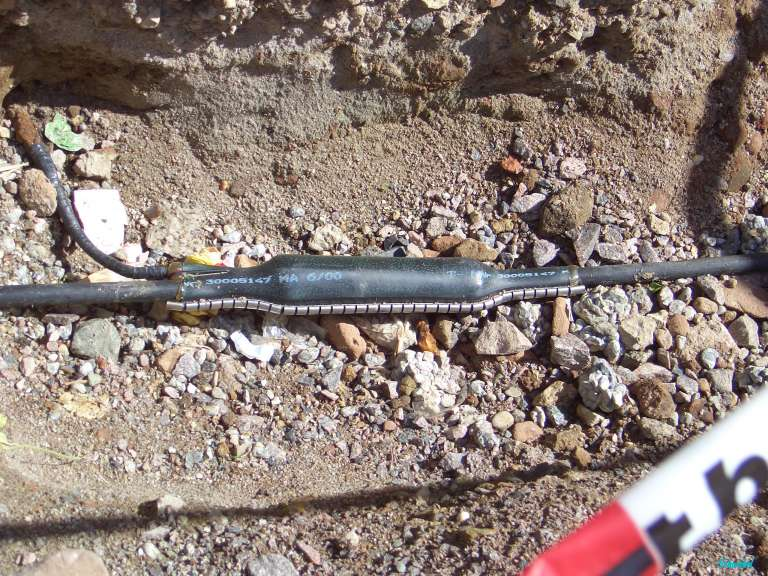
Schrumpfmuffe bei einem Telefonhausanschluss

Eine Schrumpfmuffe ist eine Muffe, die u. a. in der Fernmeldetechnik verwendet wird, um die Verbindung von zwei oder mehr Kabeln wasser- und nahezu luftdicht zu verschließen. Sie besteht aus mit Klebstoff oder Heißkleber beschichtetem Kunststoff, der als Matte um die zu versiegelnde Stelle gelegt und mit einer Lötlampe erhitzt wird. Durch die Erwärmung zieht sich die Muffe zusammen, der Klebstoff schmilzt und dichtet dadurch ab.
Gelegentlich wird der Begriff Schrumpfmuffe noch mit dem Begriff Schrumpf- oder auch Kabelreparaturmanschette präzisiert. Schrumpfmuffen können geschlossene schlauchartige Gebilde sein, in diesem Fall lassen sie sich nur bei komplett getrennten Kabeln anbringen.
Des Weiteren gibt es Schrumpfmuffen, die offen sind und mit einer Schiene an der Seite fixiert werden (Bild), diese können als Abdichtung über undichte Stellen oder bei einfachen Anschnitten verwendet werden ohne das Kabel komplett zu trennen. Eine weitere Variante stellen Lötverbinder dar, welche einzelne Litzenkabeln elektrisch durch einen Lötung verbinden und die äußere Hülse ähnlich wie bei einer Schrumpfmuffe ausgeführt ist.
Soll dagegen beispielsweise nur ein kleiner Defekt am Mantel repariert werden, so verwendet man Schrumpfmanschetten in der oben beschrieben Art und Weise.